# 基提翁
基提翁或季蒂昂是位于塞浦路斯南部（今拉纳卡）的一个城邦王国，于公元前13世纪由希腊定居在建立，当地最知名的人物为古希腊斯多噶学派哲学家季蒂昂的芝诺。